# 시로타 유
시로타 유(일본어: 城田優, 1985년 12월 26일 ~ )는 일본의 배우 및 싱어송라이터이다. 와타나베 엔터테인먼트 소속.
도쿄도 지요다구 오차노미즈 출생. 호리코시 고등학교 졸업.

## 개요
노래부르는 것을 좋아했던 유년기 때부터 자연스럽게 연예계에 관심을 가지게 되어 "텔레비전에 나오는 사람이 될래"라고 생각했었으나, 신장 및 외국인 같은 외모 때문에 역할에 제약을 많이 받자 회의를 느꼈다.
2003년, 뮤지컬 《세일러문》의 '치바 마모루/턱시도 가면'역으로 데뷔. 《뮤지컬 테니스의 왕자》(2005년)나, 《스위니토드》(2007년) 등으로 무대 경험을 쌓았다.
2004년 10월, D-BOYS 가입.
2006년, 《준 프라이드》로 첫 영화 주연을 맡았으며, 영화 외에도 《파견의 품격》, 《아름다운 그대에게~미남♂파라다이스~》(이상 2007년), 《교섭인~THE NEGOTIATOR~》(2008년) 등의 드라마에 출연하며 활발하게 활동했다.
2008년 7월, 《D-BOYS STAGE vol.2 라스트게임 ~최후의 조경전~》을 끝으로 D-BOYS 졸업.
2009년, 대하드라마 《천지인》(NHK)의 사나다 유키무라 역을 맡으며 처음으로 시대극에 출연. 이 역할을 계기로 《제60회 NHK 홍백가합전》의 게스트 심사원으로 발탁되었다.

## 인물
아버지는 일본인으로 NTV에서 구성을 담당하는 방송작가 시로타 미쓰오이며, 어머니는 스페인인이다. 형제는 형 2명, 누나 1명, 여동생 1명인 5형제이며, 시로타는 넷째이다. 둘째 형은 모델, 디자이너, 가수로 활동하고 있는 시로타 준. 형이랑 얼굴이 똑같이 생겼다.
취미는 작사, 작곡.
특기는 스페인어와 피아노, 색소폰, 기타 등 악기 연주.
좋아하는 운동은 축구, 수영, 볼링.
야마시타 토모히사와는 호리코시 고등학교 동창생. 가족들끼리 교류하는 사이여서 사적으로도 매우 친하다.
친구는 아카니시군단 ( 아카니시 진, 야마시타 토모히사 )이다.
형인 시로타 준과는 얼굴이 똑같이 생겼다. 두사람은 모두 인스타그램과 트위터를 하고 있다.

## 출연

### 드라마
- 2005년 《Pink의 유전자》제12화 - 나카조 마키 역
- 2006년 《신은 주사위를 던지지 않는다 ~너를 잊지 않아~》제7화 - 아야세 마사카즈 역
- 2006년 《더 히트 퍼레이드~연예계를 바꾼 남자 와타나베 신 이야기~》 - 미키 커티스 역
- 2007년 《파견의 품격》 - 아마야 류토 역
- 2007년 《학생제군!》 - 미즈하라 켄 역
- 2007년 《아름다운 그대에게~미남♂파라다이스~》 - 가쿠라자카 마코토 역
  - 2008년 《아름다운 그대에게~미남♂파라다이스~ 졸업식&7과1/2화 스페셜》
- 2008년 《교섭인~THE NEGOTIATOR~ 시즌1》 - 마리야 쿄스케 역
  - 2009년 《교섭인 스페셜》
  - 2009년 《교섭인 시즌2》
- 2008년 《ROOKIES》 - 신조 케이 역
- 2008년 《바티스타 수술 팀의 영광》 - 히무로 코이치로 역
- 2008년 《장수경쟁!》 - 시모다 츠요시 역
- 2009년 《천지인》 - 사나다 유키무라 역
- 2009년 《Go Ape 고 에이프》 - 하기와라 유키오 역
- 2009년 《사무라이 하이스쿨》 - 나카무라 츠요시 역
- 2010년 《SPEC: 경시청 공안부 공안 제5과 미상 사건 특별 대책계 사건부》 - 치이 사토시 역
  - 2013년 《SPEC: 제로》
- 2011년 《요쓰바 신사의 비밀 가업: 실연보험~고백가게~》 - 가즈키 아우뮤 역
- 2011년 《아라카와 언더 더 브리지》 - 시스터 역
- 2011년 《지우 경시청 특수범 수사계》 - 아메미야 다카시 역
- 2012년 《노우히메》 - 오다 노부나가 역
  - 2013년 《노우히메2 ~전국의 여자들~》
- 2012년 《GTO》 - 하즈마 류지 역
  - 2012년 《GTO 가을에도 난리법석 스페셜》
  - 2013년 《GTO 설날 스페셜! 겨울방학에도 열혈수업이다》
  - 2013년 《GTO 완결편 ~안녕 오니즈카! 졸업 스페셜~》
  - 2014년 《GTO 타이완》
  - 2014년 《GTO 시즌2》
- 2012년 《준과 아이》 - 미즈노 야스카즈 역
  - 2013년 《준과 아이 스페셜 -후지코의 화려한 하루-》
- 2014년 《내일, 엄마가 없다》 - 도조 유키 역
- 2014년 《살인편차치70》 - 다나카 히로시 역

### 영화
- 2006년 《테니스의 왕자》 - 데즈카 쿠니미츠 역
- 2006년 《준 프라이드》 - 차시마 나츠미 역
- 2007년 《난폭한 기사들 (난폭한 KNIGHT)》 - 센바 나이토 역
- 2007년 《와루보로》 - 오사노 역
- 2007년 《히트 아일랜드》 - 아키 역
- 2008년 《미처 죽지못한 파랑》 - 하네다 미츠노리 역
- 2009년 《ROOKIES -졸업-》 - 신조 케이 역
- 2010년 《이번엔 애처가》 - 니시다 켄토 역
- 2010년 《교섭인 THE MOVIE 타임리밋 고도 10,000m의 두뇌전》 - 마리야 쿄스케 역
- 2012년 《아라카와 언더 더 브리지 THE MOVIE》 - 시스터 역
- 2013년 《극장판 SPEC~천~》 - 치이 사토시 역
- 2014년 《흑집사: 악마와의 계약》 - 찰스 베넷 사토
- 2017년 《아인》 - 타나카 코지 역
- 2020년 《한번 죽어 봤다》 - 경비원 역
- 2020년 《신해석 삼국지》 - 여포 역

### 연극·뮤지컬
- 뮤지컬 《세일러문》 - 치바 마모루/턱시도 가면 역
- 뮤지컬 《테니스의 왕자》 - 데즈카 쿠니미츠 역
- 브로드웨이 뮤지컬 《스위니토드》 - 앤소니 역
- D-BOYS STAGE
- 뮤지컬 《테이크 플라이트》 - 린드버그 역
- 뮤지컬 《엘리자베스》 - 토드역

### 더빙
- 2010년 《아이리스》 - 진사우(정준호) 역

### PV
- MISIA - IN MY SOUL
- 호시무라 마이 - Stay With You
- RAG FAIR - 널 위해 내가 방패가 될게 (일본어: 君のために僕が盾になろう 기미노타메니보쿠가타테니나로-[*])

## 같이 보기
- D-보이즈